# Сюлейман Диамутен
Сюлейман Диамутен (на френски: Souleymane Diamoutene) е малийски футболист, защитник, който играе в Левски София.

## Кариера

### Професионална кариера
Диамутен започва да се състезава в родината си като юноша на Джолиба. Начало на професионалната си кариера слага в Италия, след като е привлечен от скаут на Удинезе. Играе в трета дивизия с Лукезе, за кратко се състезава в Перуджа под наем, а от 2005 г. става играч на Лече. Диамутен е един от основните играчи на отбора, като играе 2 сезона в Серия А и 2 в Серия Б.
През 2008 преминава под наем в гранда Рома за 3,5 млн. евро, където записва 4 мача в първенството и 2 в Шампионската лига. След връщането си в Лече, той губи титулярното си място и през 2009 г. е преотстъпен в Бари във втора дивизия, а след това и в Пескара, а от 2011 отново се завръща в Лече. Там обаче не играе редовно и е бурно освиркван от тифозите и нападан по улиците на града. Причина за това е, че се е състезавал именно във вечния съперник Бари. През зимния трансферен прозорец на 2012 подписва с Левски за 2,5 години.

### Национален отбор
Диамутен има записани 48 мача и 2 отбелязани гола за националния отбор на Мали. Участник е в турнира за Купата на африканските нации през 2004 (Тунис), 2008 (Гана) и 2010 (Ангола).

## Отличия
Купа Интертото: 2003